# Constantin Lupulescu
Constantin Lupulescu (* 25. März 1984 in Buftea) ist ein rumänischer Schachspieler. Seit April 2006 trägt er den Titel Großmeister.

## Leben
1998 erhielt er bei der Jugendeuropameisterschaft U14 in Mureck die Bronzemedaille, 2000 bei der Europameisterschaft U16 in Chalkidiki die Silbermedaille. 2002 in Sovata und erneut 2003 in Voineasa wurde er rumänischer U20-Meister. Im Oktober 2002 gewann er das Blue Autumn-Turnier in Bukarest, im August 2003 die Centrocoop-Trophy in Eforie Nord. Das Blue Autumn-Turnier konnte er erneut im Oktober 2003 gewinnen. Im Dezember 2003 wurde er geteilter Erster beim Turnier Revolution Dezember 1989 in Bukarest. Im Juni 2004 wurde er geteilter Erster bei der Sea Coast Trophy in Eforie Nord, im Juli 2004 geteilter Erster in Korinth. Den Winter Cup in Bukarest im Januar 2006 gewann er mit großem Vorsprung. Beim Pius Brinzau-Memorial in Timișoara im März 2006 wurde er geteilter Erster. Im Mai 2006 gewann er den May Roses Cup in Bukarest. 2007 gewann er erstmals die rumänische Einzelmeisterschaft. Im Dezember 2007 gewann er das Dezember 1989 Revolution Memorial in Bukarest. Die rumänische Einzelmeisterschaft konnte er zum zweiten Mal 2010 in Băile Olănești gewinnen, zum dritten Mal 2011 in Sărata-Monteoru sowie zum vierten Mal 2012 (ausgetragen im Februar 2013 in Băile Olănești) und zum fünften Mal 2015 in Călimănești. 2019 gewann er das Reykjavík Open.

## Nationalmannschaft
Im Jahr 2002 wurde Lupulescu in Ungarn mit der rumänischen U18-Nationalmannschaft Europameister und erhielt zusätzlich für seine Leistung von 5 aus 7 am ersten Brett eine Goldmedaille. Mit der rumänischen Nationalmannschaft nahm er an den Schacholympiaden 2004, 2008, 2012 und 2014 teil sowie an den Mannschaftseuropameisterschaft 2005, 2007, 2009, 2011 und 2013.

## Schachvereine

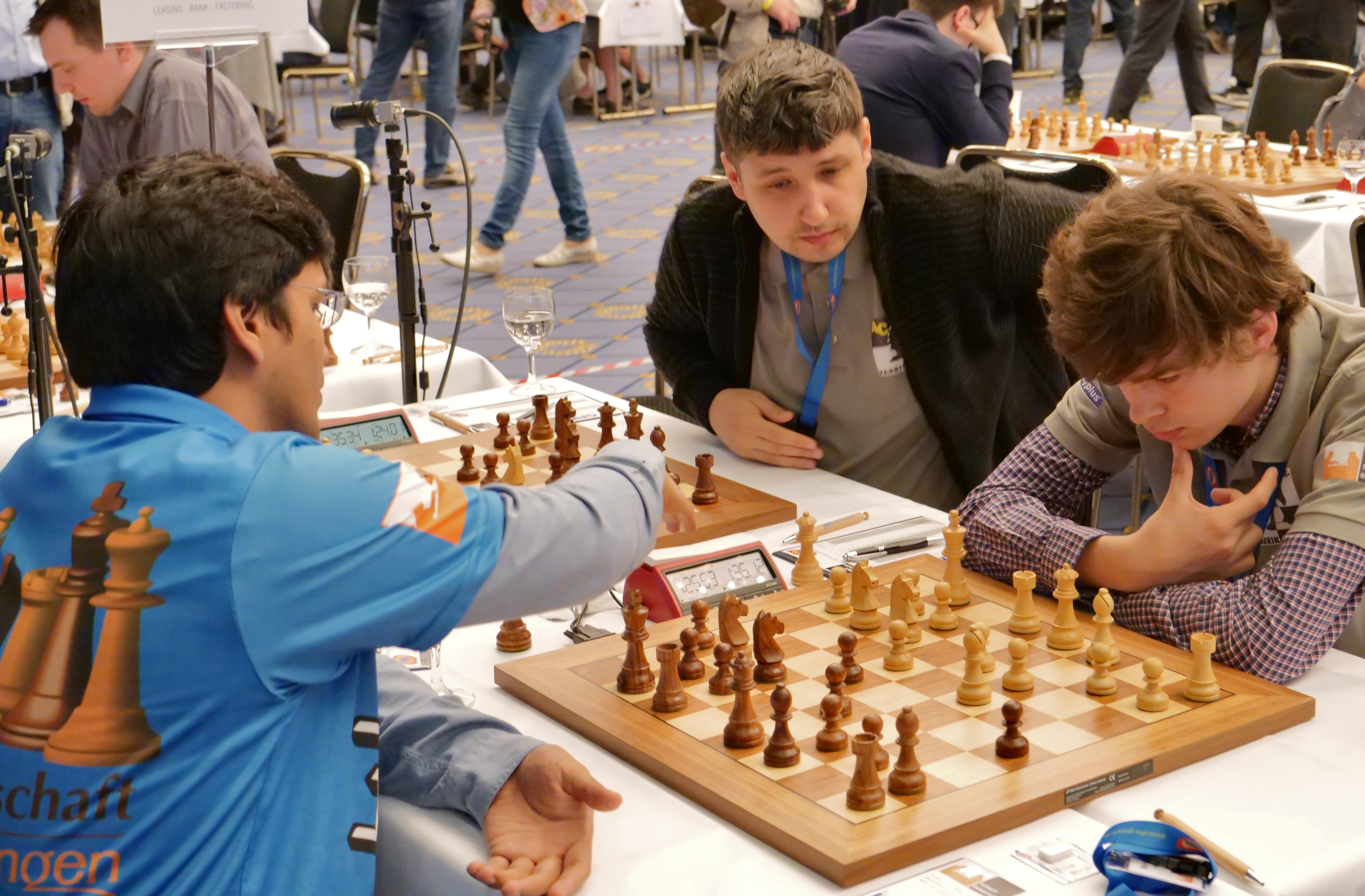
Mit Jorden van Foreest (rechts) für Aachen in der Bundesliga-Endrunde 2018 in Berlin (links vorne: P. Harikrishna)

Vereinsschach spielt er in der rumänischen (für den CS Aem Luxten Timișoara), deutschen (von 2008 bis 2017 für die SG Trier, in der Saison 2017/18 für DJK Aufwärts St. Josef Aachen 1920), ungarischen (von 2006 bis 2016 für den Aquaprofit Nagykanizsai Tungsram Sakk-Klub, seit 2017 für ASE Paks), bulgarischen, griechischen (für Panionios GSS), französischen (ab 2008 für Belfort Échecs), polnischen (für WKSz Kopernik Wrocław, danach für den KSz Hetman Płock), britischen (für Manx Liberty) und türkischen 1. und 2. und der serbischen 1. und 2. Liga. Mit Aquaprofit wurde er in den Saisons 2006/07, 2008/09, 2009/10, 2010/11, 2011/12, 2012/13, 2013/14, 2014/15 und 2015/16 ungarischer, mit Timișoara 2007 rumänischer Mannschaftsmeister und mit Manx Liberty gewann er in der Saison 2021/22 die Four Nations Chess League.